# Flechtingen
Flechtingen é um município da Alemanha, situado no distrito de Börde, no estado de Saxônia-Anhalt. Tem 73,52 km² de área, e sua população em 2019 foi estimada em 2.815 habitantes.